# Вернон Велс
Вернон Велс (енгл. Vernon Wells; Рашворт, 31. децембар 1945) аустралијски је глумац.
Рођен је 31. децембра 1945. године у Рашворту у аустралијској држави Викторија. Родитељи су му се звали Мајкл Велс и Ева Мод. Са 14 година почео је да пева у рок бенду. Радио је у каменолому, а затим као продавац. Има диплому инжењера телекомуникација. Током 1970-их почео је да се појављује у телевизијским рекламама и ТВ серијама.
Редитељ Џорџ Милер му је доделио улогу Веза, вође банде који прогони главног јунака Макса, у филму Побеснели Макс: Друмски ратник. Остао је упамћен широм света по тој улози, а касније је углавном глумио негативце.